# Tommy Chong

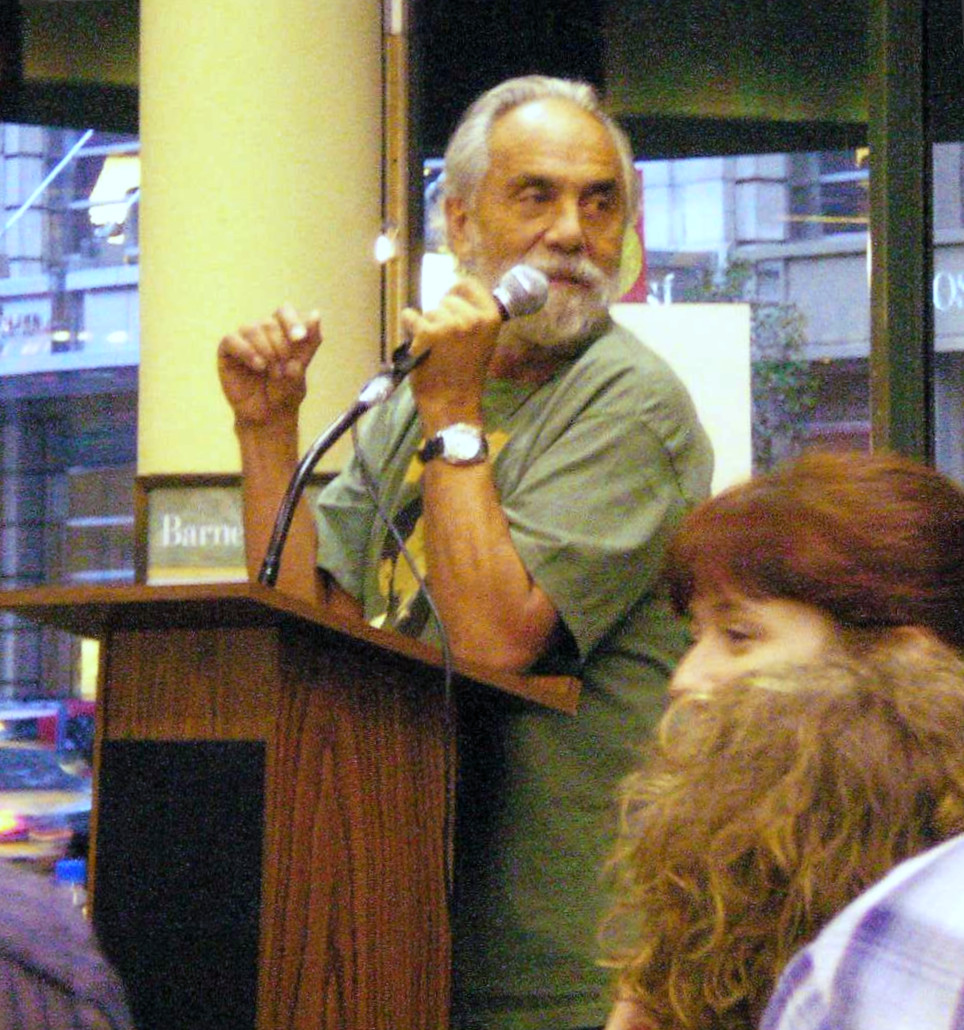
Tommy Chong 2006.

Thomas B. Kin "Tommy" Chong, född 24 maj 1938 i Edmonton, Alberta, Kanada, är en kanadensisk-amerikansk komiker, musiker och VD För Chong's Glass/Nicedreams som han startade med sonen Paris. Chong är ena halvan av komikerparet Cheech och Chong, och han spelade också hippien Leo i komediserien That '70s Show. I början av sin karriär var han gitarrist i soulgruppen Bobby Taylor & the Vancouvers. Han är gift med Shelby Chong sedan 1975 och de har fem barn ihop: bland andra Marcus Chong (adopterad), Precious Chong, Paris Chong och Gilbran Chong. Han är också pappa till skådespelerskan Rae Dawn Chong från ett tidigare äktenskap med Maxine Sneed mellan 1960 och 1970. Hans familj har medverkat i några av hans filmer, bland annat Far Out Man.
Han är av skotskt-irländskt och kinesiskt ursprung, och föddes i Edmonton men växte senare upp i Calgary och Vancouver.
2003 fastnade Tommy Chong i två amerikanska utredningar vars kodnamn var Operation Pipe Dreams och Operation Headhunter, som försökte spåra drogförsäljning. Han fängslades för att han sålde rökdon från företaget Chong's Glass/Nicedreams till DEA i Pennsylvania och fick sitta av sitt straff på nio månader i en federal öppen anstalt och böta 20 000 dollar, och förlorade varor till ett värde av 103 514 dollar som beslagtogs i husrannsakan på företaget. Han var också den som uppmanade cellkamraten Jordan Belfort att skriva sin självbiografi The Wolf of Wall Street, som senare filmatiserades.
Han gick ut i media den 9 juni 2012 och meddelade att han drabbats av prostatacancer, som han senare menade botades med hjälp av medicinsk cannabis (cannabisolja).

## Filmer i urval
- 1978 - Upp i rök
- 1980 - Cheech och Chongs nästa film
- 1981 - Cheech & Chongs sköna drömmar
- 1982 - Things Are Tough All Over
- 1983 - Cheech & Chong röker vidare
- 1984 - Cheech & Chong - de korsikanska bröderna
- 1990 - Far Out Man
- 1999-2006 - That '70s Show
- 2003 - Best Buds
- 2005 - a/k/a Tommy Chong (dokumentär)
- 2023 – That '90s Show (TV-serie)